# Bal au Savoy (film, 1955)
Pour plus de détails, voir Fiche technique et Distribution.
Bal au Savoy (titre original : Ball im Savoy) est un film allemand réalisé par Paul Martin sorti en 1955.
Il s'agit d'une adaptation de l'opérette d'Alfred Grünwald et Fritz Löhner-Beda présenté en 1932.

## Synopsis
Madeleine et Paul rentrent chez eux après la fin de leur lune de miel, qui les a emmenés à Bruxelles, Paris, Barcelone et Naples, et ont déjà hâte de poursuivre leur lune de miel chez eux. Mais ils ne s'attendent pas aux problèmes suivants.
Paul reçoit un télégramme de son amie disparue Tangolita, qui ne permet pas à l'homme marié de se reposer. Au moment de sa séparation, elle avait fait promettre à Paul de sortir avec elle plus tard. En ce moment inopportun, elle essaie de remplir cette promesse. Dans sa détresse, il ne tombe que son vieil ami, Mustapha Bei. L'attaché d’ambassade, divorcé à six reprises, dûment formé diplomatiquement par ces mariages et doté de beaucoup d’humour, doit permettre de mettre fin à cette cause désagréable. Mais ses tentatives avec Tangolita sont inutiles, elle insiste pour dîner avec Paul au Bal au Savoy. Mais Paul et Mustapha ont un nouveau plan : Paul est amené au Bal au Savoy pour y manger en paix avec Tangolita, sous prétexte de rencontrer son "vieil ami" McKenny, le mystérieux et célèbre chef d'orchestre du Bal. Madeleine devine les vrais liens et va aussi au Bal. Elle découvre Paul avec son ex-fiancée. Elle attrape le premier cavalier, le jeune et timide assesseur Victor, pour rendre à son mari la monnaie de sa pièce.
Vient alors le scandale. Dans sa jalousie sans bornes, Madeleine crie sur Paul qui l’a trompée. Le lendemain, dans la presse, Madeleine est célébrée comme une "héroïne du mariage" et le divorce est presque parfait. McKenny, qui s'appelle en réalité Daisy Parker et est la cousine de Madeleine, arrive à la dernière minute et, par ruse, sauve le mariage presque brisé. Madeleine, douce comme une biche, et Paul, plus riche par une leçon de mariage, redeviennent un couple heureux. Mais même Daisy ne part pas les mains vides, car Mustapha lui assure qu'elle sera sa septième femme.

## Fiche technique
- Titre : Bal au Savoy
- Titre original : Ball im Savoy
- Réalisation : Paul Martin
- Scénario : Paul Martin, Franz Tassié
- Musique : Paul Abraham, Lothar Brühne
- Direction artistique : Albrecht Becker, Herbert Kirchhoff
- Costumes : Irms Pauli
- Photographie : Karl Löb
- Montage : Martha Dübber (de)
- Production : Waldemar Frank (de)
- Sociétés de production : Central-Europa-Film
- Société de distribution : Europa-Filmverleih AG
- Pays de production :  Allemagne de l'Ouest
- Langue : allemand
- Format : Noir et blanc - 1,37:1 - Mono - 35 mm
- Genre : Musical
- Durée : 96 minutes
- Dates de sortie :
  - Allemagne de l'Ouest : 27 avril 1955.
  - France : 25 janvier 1956[1].

## Distribution
- Rudolf Prack : Paul Alexander
- Eva-Ingeborg Scholz : Madeleine
- Nadja Tiller : Tangolita
- Rudolf Platte : Mustapha Bei
- Bibi Johns : Daisy Parker
- Peter W. Staub (de) : Victor
- Rasma Ducat : Rasma
- Caterina Valente : Caterina
- Illo Schieder : Illo
- Kurt Pratsch-Kaufmann : Johann
- Brigitte Rau : Susanne
- Hubert von Meyerinck : Max
- Peter Garden (de) : René
- Edhilt Rochell : Ruth
- Die Peheiros (de) : Boris, Klaus, Peter